# Nafi Dżusojty
Nafi Džusojty, znany także jako Nafi Dżusojew, oset. Джусойты Нафи (ur. 27 lutego 1925 w Południowej Osetii, zm. 26 czerwca 2017) – osetyjski pisarz, historyk literatury, tłumacz, autor wielu prac naukowych, poświęconych językowi osetyjskiemu. Dżustojty był autorem czterotomowej historii literatury osetyjskiej oraz wielu monografii, poświęconych najważniejszym twórcom literatury osetyjskiej. Wydał także około dziesięciu tomików wierszy i dwunastu tomów prozy. W swej twórczości zajmował się głównie problematyką etyczną i obyczajową. Mieszkał i tworzył w Cchinwali. Do 1996 roku zasiadał w parlamencie Południowej Osetii, zrezygnował z mandatu po konflikcie z Ludwigiem Czibirowem.
Dżusojty przetłumaczył na osetyjski dzieła wielu twórców literatury światowej, w tym także Sonety krymskie Mickiewicza. W przekładzie na język polski ukazał się wybór jego opowiadań, wydany w Warszawie w 1986 roku pt. Powrót Uruzmaga.